# Polikarpov DI-1
Le Polikarpov DI-1 (aussi connu sous le nom de 2I-N1, russe : Поликарпов ДИ-1 (2И-Н1)) est un prototype de chasseur biplace soviétique conçu durant les années 1920. L'unique prototype construit s'écrasa durant son neuvième vol, à cause de défauts de fabrications, et le programme fut annulé.

## Conception et développement

### Structure
Nikolaï Polikarpov commence la conception d'un chasseur biplace, initialement désigné sous le nom de 2I-N1 (pour Istrebitel (chasseur) à deux places à moteur unique Napier), en octobre 1924 à l'usine no 1 à l'aérodrome Khodynka de Moscou. Il s'agit du premier chasseur biplace construit par l'Union soviétique. C'est un biplan à simple montant, à la configuration en sesquiplan. Le fuselage ovoïde semi-monocoque est en chpon (contreplaqué de bouleau moulé), ainsi que le revêtement des ailes. L'aile du haut possède deux poutrelles, et l'aile basse une seule. Des câbles internes ne sont pas utilisés dans les ailes, celles-ci étant faites d'une structure de bouleau percée de larges trous, et de longerons. Les montants reliant les ailes entre elles et reliant l'aile haute au fuselage sont en duralumin. Un petit profil est fixé au train d'atterrissage, et un petit ski sert de roulette de queue. Le moteur est un Napier Lion d'importation de 450 ch, encastré dans un nez en métal. Le DI-1 peut emporter 547 kg de carburant et d'huile. L'armement consiste en une unique mitrailleuse fixe PV-1 de 7,62 mm tirant vers l'avant, et en une mitrailleuse Degtyarev DP 28 montée sur un anneau dans le cockpit de l'observateur.

### Premier vol
Le premier vol du prototype a lieu le 12 janvier 1926, et le DI-1 montre d'excellentes qualités. Polikarpov lui-même vole à son bord en tant qu'observateur lors des quatrième et huitième vols d'essai. Cependant, lors du neuvième vol le 31 mars 1926, alors que l'avion fait des essais de vitesse au kilomètre à l'aérodrome de Khodynka à une altitude d'environ 100 m, l'extrados de l'aile supérieure droite s'arrache, suivie par l'intrados. Les deux ailes de droite partent en morceaux, et le DI-1 s'écrase, tuant le pilote, V.N. Filippov, et l'observateur, V.V. Mikhailov.

### Accident
L'examen des débris révèle que de grandes parties du revêtement des ailes ont été mal collées, et qu'un certain nombre de structures et de tendeurs ne l'ont pas été du tout. De nombreux rivets ne sont carrément pas fixés, et les nombreux trous de poinçons nécessaires à un équilibrage de la pression entre l'intérieur et l'extérieur de l'aile manquent entièrement. Le crash d'un appareil aussi avancé choquera le milieu industriel, et entraîne une pause de six mois dans la conception de l'avion. Polikarpov réagit excessivement à cette perte, et décide alors de rendre la structure de ses futurs avions plus solide, et donc plus lourde que nécessaire. Tout travail sur ce projet est alors abandonné, en théorie à cause de l'absence d'un moteur convenable.